# Xanthichthys mento
Xanthichthys mento es una especie de peces de la familia Balistidae en el orden de los Tetraodontiformes.

## Morfología
Pueden llegar alcanzar los 29 cm de longitud total.

## Distribución geográfica
Se encuentra en las  costas del Pacífico occidental (sur del Japón y Ryukyu, Hawái) y del Pacífico oriental (sur de California, Pitcairn, Isla de Pascua y Islas Galápagos ).